# Monfréville
Monfréville är en kommun i departementet Calvados i regionen Normandie i norra Frankrike. Kommunen ligger i kantonen Isigny-sur-Mer som ligger i arrondissementet Bayeux. År 2022 hade Monfréville 96 invånare.

## Befolkningsutveckling
Antalet invånare i kommunen Monfréville
Referens:INSEE